# Палацо Ручелай
Палàцо „Ручелàй“ (на италиански: Palazzo Rucellai) е дворец и един от най-ярките примери за ренесансова архитектура от XV век във Флоренция, Италия. 
Проектираната от Леон Батиста Алберти фасада представлява първата от поредица значими архитектурни интервенции, които този забележителен ренесансов архитект и теоретик осъществява за фамилията Ручелай. Семейство Ручелай е влиятелна и заможна търговска династия от Средновековието, чиито връзки с Медичите допринасят за укрепването на тяхното обществено положение и политическо влияние.

## История
Дворецът, поръчан от заможния търговец Джовани ди Паоло Ручелай, е издигнат между 1446 и 1451 г. от Бернардо Роселино по проект на Леон Батиста Алберти, който има тесни културни и приятелски връзки със семейство Ручелай. Алберти прави само частична намеса: вътрешното пространство на двореца е формирано от различни и неправилни постройки, което го принуждава да съсредоточи вниманието си върху композицията на фасадата, завършена окончателно около 1465 г. Самият Алберти с характерната си скромност определя своята работа като „стенна декорация“, макар тя да има значителен архитектурен принос.
Алберти създава шедьовър, който въплъщава стил и строгост, като въвежда нови принципи в ренесансовата архитектура. Смята се, че дворецът е проектиран почти като визуална интерпретация на неговия наръчник De Re Aedificatoria („За архитектурата“) от 1452 г., където той излага идеята, че архитектурата трябва да се отличава преди всичко с прецизност на пропорциите, а не с показност и великолепие. В този контекст Палацо Ручелай може да се разглежда като първия опит за хармонично обединяване на теория и практика, най-добре изразено чрез използването на трите класически архитектурни ордера във фасадата. Бернардо Роселино не се ограничава единствено до реализацията на проекта, а допринася за неговото развитие, като разширява първоначалните размери на сградата.
Палацо „Ручелай“ остава собственост на семейство Ручелай и през 90-те години на XX век в него се помещава Музеят за история на фотографията „Алинари“.
На 16 януари 1997 г. в апартамент на третия етаж на двореца е извършено убийството на граф Алвизе Николис ди Робилан – случай, който остава неразкрит и до днес. Графът, известен със своята страст към изкуството и антиквариата, е намерен мъртъв в дома си, а обстоятелствата около престъплението продължават да бъдат обект на спекулации и мистерия. Разследването разглежда различни възможни мотиви, включително връзки с антикварния свят и лични отношения, но въпреки усилията на властите, извършителят така и не е идентифициран. 

## Архитектура

### Фасада
Фасадата на Палацо Ручелай е изключителен пример за ранна светска архитектура от епохата на Ренесанса, отличаваща се с хармонично съчетание на класически архитектурни елементи. Основните композиционни средства, използвани от Алберти, са пиластри и антаблемани, които придават изящество и структурираност на фасадата.
Тя е в еднаква и плоска рустика от камък тип пиетрафорте и е организирана като решетка, прекъсната от хоризонтални елементи (рамките за етажи и уличната пейка) и вертикални елементи (гладките пиластри), в които са вмъкнати отворите. На белетажа има многобройни класически елементи (порталите, архитектурните стилове на капителите), умело съчетани с елементи от местната средновековна традиция, като рустика и двусводести прозорци, и с елементи, възхваляващи поръчителите, като гербовете и деянията на Ручелай, вмъкнати във фризовете и гербовете над портите.
Фасадата на Палацо Ручелай следва принципите на римската архитектура, като всеки от трите етажа е украсен с различен класически ордер, подобно на Колизея.
- Първият етаж е оформен с тоскански пиластри, които придават стабилност и масивност на основата.
- Вторият етаж вместо традиционни йонийски пиластри включва оригинален капител, разработен лично от Леон Батиста Алберти.
- Третият етаж е украсен с опростен коринтски стил в опростен вариант.

Прозорците на втория и третия етаж са организирани по двойки под една арка.
Приземният етаж на Палацо Ручелай е по-висок спрямо горните нива; той е с капители, които представляват преосмисляне на дорийския стил, и с два правоъгълни портала, които се отклоняват от готическата традиция, при която порталите са били сводести или с арка и архитрав.
Пред двореца се простира „улична пейка“ – архитектурен елемент, който не само служи за удобство на минувачите, но и играе важна роля в композицията на сградата. Тя създава визуална основа, наподобяваща стилобат – платформата, върху която се издигат колоните в древногръцките храмове. Облегалката на пейката е украсена с мотив, вдъхновен от римския opus reticulatum, характерен тип зидария в античната римска архитектура, който допринася за историческата приемственост на сградата.
На белетажа пиластрите са от композитен тип и той има големи полукръгли двусводести прозорци, с рустикована рамка, малка колона и окулус в центъра. На последния етаж има пиластри от коринтски стил, редуващи се с прозорци от същия тип. Припокриването на стиловете, както теоретизира Витрувий, е от гладки тела и е вдъхновено от римската архитектура, както в мотива на фундамента като имитация на opus reticulatum. Пиластрите постепенно намаляват към по-високите етажи, придавайки перспективен ефект на по-голям полет на сградата в сравнение с нейната истинска височина.
Отгоре сградата е увенчана от леко изпъкнал корниз, поддържан от конзоли, зад който се крие лоджия, украсена с монохромни картини от XV век, приписвани от някои на кръга на Паоло Учело: елементът на лоджията е още едно доказателство за скъсването със средновековната традиция и за отвореността към Ренесанса. Фризът на приземния етаж съдържа отличителните знаци на семейство Ручелай: три пера в пръстен, платна, развяващи се от вятъра, и семейният герб, който също се появява на гербовете над порталите. Вдясно от фасадата ясно се забелязва незавършената част, която завършва назъбено, вместо с ясно оформен край. Това е резултат от първоначалния план за удължаване на сградата с трети портал, който така и не е реализиран.
Общият ефект е разнообразен и елегантен, дължащ се на вибрирането на светлината между светлите и гладки участъци (лесени) и тъмните (отвори, бразди на рустиката). Алберти пише в трактата си: „Къщата на господаря ще бъде изящно украсена, с по-скоро забавен, отколкото горд външен вид“. Стилът на двореца е отправна точка за цялата ренесансова градска жилищна архитектура, като е цитиран почти дословно от неговия ученик Бернардо Роселино за Палацо Пиколомини в Пиенца.

### Интериор
Вътре в двореца изпъква ренесансовият двор, въпреки че днес арките са зазидани от двете страни. Широки кръгли арки се поддържат от колони с много сложни коринтски капители, наподобяващи тези на колоните над портала на Баптистерия на Сан Джовани.
Някои зали са украсени със стенописи от Джан Доменико Ферети, Лоренцо дел Моро и Пиетро Андерлини.

## Свързани паметници
На гърба на Палацо Ручелай се намира бившата църква Свети Панкраций, която приютява един от шедьоврите на Леон Батиста Алберти – малкият храм на Божи гроб. Този храм, разположен в бившия ляв неф, е единственото пространство в сградата, което все още е осветено, и днес е част от Музея „Марино Марини“. Пред двореца Алберти също построява Лоджия „Ручелай“, която е единствената запазена частна лоджия в града. Фасадата на близката базилика Санта Мария Новела също е проектирана от него по поръчка на Джовани Ручелай. Тя е един от най-важните примери за флорентинския Ренесанс, съчетавайки геометрични пропорции и хармония, вдъхновени от античната архитектура.